# Lungcha
Lungcha nebo Luncha (rusky Лунгха, jakutsky Луҥха) je řeka v Jakutské republice v Rusku. Je 508 km dlouhá (od pramene řeky Yččaky 533 km). Povodí má rozlohu 10 300 km².

## Průběh toku
Pramení na severním okraji Přilenské planiny a teče Středojakutskou nížinou na severovýchod. Je to levý přítok Leny.

### Přítoky
- zprava – Tochoron, Chatyng-Jurjach

## Vodní režim
Zdrojem vody jsou dešťové a sněhové srážky.